# بانيوسوموروب

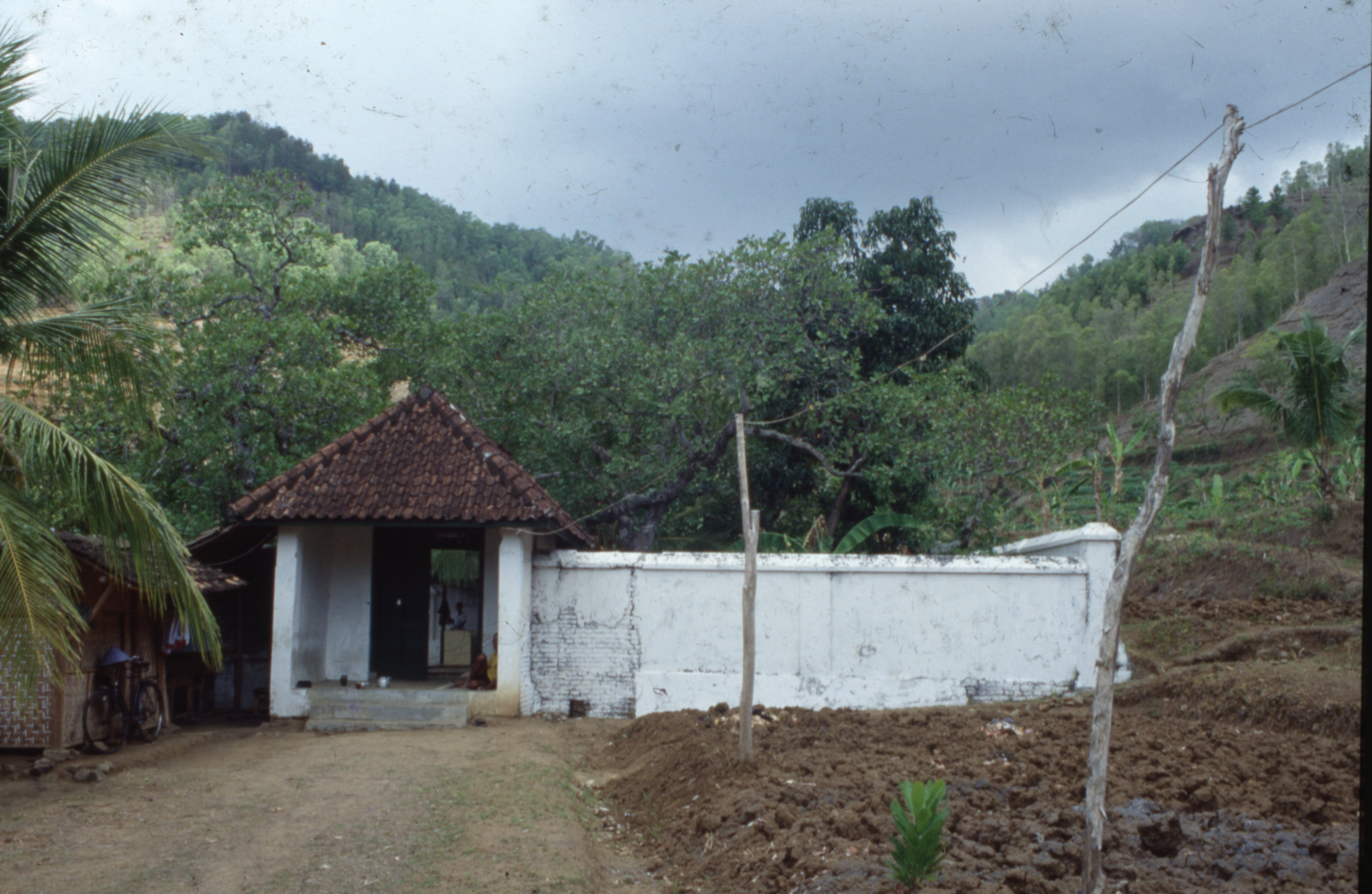
مدخل المقبرة في القرن العشرين.

بانيوسوموروب هي قرية تقع في جنوب شرق إموجيري في جنوب جاوة الوسطى أو منطقة يوغياكارتا.
تم الاعتراف بالقرية كموقع لـ «صناعة كريس» في بعض المراحل في القرن العشرين.
مقبرة بانيوسوموروب تعد جزء من مجمع إيموجيري الملكي، المرتبط تقليديًا بكونها مقبرة منبوذة لأولئك الذين سقطوا في صالح الحكام، في معظم الحالات التي جرى فيها حرب بين السلاطين والشعب في القرنين السابع عشر والثامن عشر الميلادي.